# Leontine van der Lienden
Leontine Catharina van der Lienden (Utrecht, 4 april 1959) is een Nederlands voormalig wielrenster. Ze is de moeder van Boy en Danny van Poppel en was getrouwd met oud-wielrenner Jean-Paul van Poppel. Ze werd driemaal tweede op het Nederlands kampioenschap wielrennen op de weg, in 1980, 1982 en in 1984. In 1981 en 1983 werd ze derde. 
Leontine van der Lienden deed namens Nederland mee aan de Olympische Spelen van 1984 in Los Angeles op de individuele wegwedstrijd. Ze werd 28e, op 10 minuten en 49 seconden.

## Overwinningen
1980
- Criterium van Udenhout

1982
- Criterium van Soest

1983
- Criterium van Uithoorn

## Grote rondes
Geen